# Дежевци
Дежевци су насељено место у општини Брестовац, у западној Славонији, Република Хрватска.

## Историја
До нове територијалне организације налазило се у саставу бивше велике општине Славонска Пожега.

## Становништво
Насеље је према попису становништва из 2011. године имало 157 становника.
| Националност       | 1991.        |
| Хрвати             | 132 (80,48%) |
| Срби               | 21 (12,80%)  |
| Југословени        | 4 (2,43%)    |
| остали и непознато | 7 (4,26%)    |
| Укупно             | 164          |